# داگلاس مک‌گرگور (استاد دانشگاه)
داگلاس مک‌گرگور (به انگلیسی: Douglas McGregor) (زاده ۱۹۰۶ دیترویت - درگذشته اکتبر ۱۹۶۴ ماساچوست) استاد دانشگاه‌ام آی تی بود.وی مدتی را در مؤسسه مدیریت کلکته در هند به آموختن گذراند. او نظریه پرداز تئوری دو عاملی بود. او نظریه ی X و Y را در کتاب خود مطرح نمود؛ نظر او بیشتر بروی مفروضات نظریه Y بود که کار را مانند بازی فرض کرده و اعتقاد داشت افراد معمولاً مسئولیت پذیرند.
مک‌گرگور مدرک پی اچ دی را در سال ۱۹۳۵ از دانشگاه هاروارد طی مراسمی دریافت کرد.